# Robert Carr

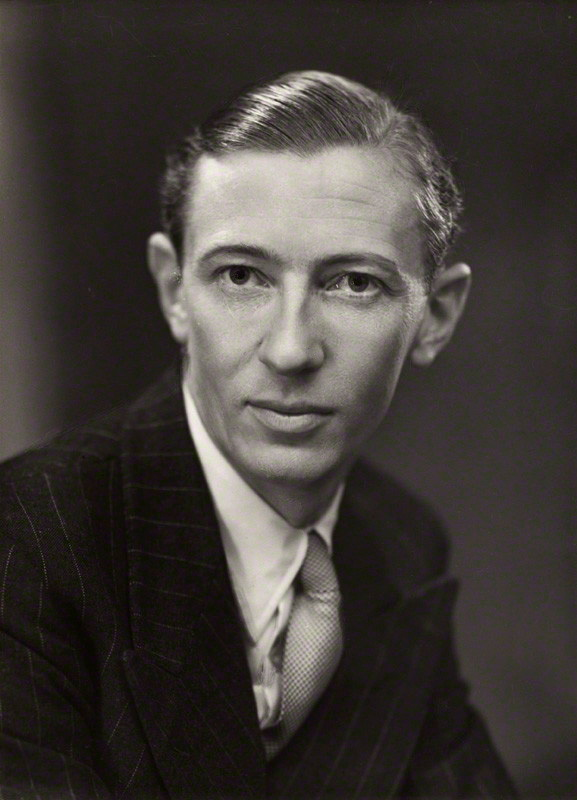
Robert Carr

Leonard Robert Carr, Barão Carr de Hadley PC (11 de novembro de 1916 - 17 de fevereiro de 2012) foi um político britânico de grande influência no Partido Conservador do Reino Unido.
Robert foi educado na Westminster School e na Gonville and Caius College, Cambridge, onde ele graduou-se em ciências naturais, em 1938. Após a formatura, ele aplicou seu conhecimento de metalurgia na John Dale & Co, a empresa de engenharia de metal da família.